# حزب الوحدة الديمقراطي الكردي في سوريا (يكيتي)
حزب الوحدة الديمقراطي الكردي في سوريا، ويُعرف اختصارًا باسم حزب يكيتي (بالكردية: Partiya Yekîtiya Demokrat a Kurd li Sûriyê)، هو حزب سياسي كردي سوري تأسس عام 1993. يتبنى الحزب أيديولوجية قومية كردية ويدعو إلى الاعتراف الدستوري بالشعب الكردي وحقوقه القومية في سوريا، كما يطالب بتطبيق نظام فيدرالي ديمقراطي تعددي في البلاد. يُعتبر الحزب أحد المكونات الرئيسية لـالمجلس الوطني الكردي وهو عضو في الائتلاف الوطني لقوى الثورة والمعارضة السورية.

## التأسيس والتاريخ
تأسس حزب الوحدة الديمقراطي الكردي في سوريا عام 1993 نتيجة لعملية اندماج بين عدة أحزاب كردية سابقة. كانت النواة الأساسية لهذا الاندماج هي "حزب الموحد" الذي ترأسه إسماعيل عمر، والذي تشكل بدوره من اتحاد بين "الحزب الديمقراطي الكردي في سوريا (البارتي)" و"حزب العمل الكردي" وأجزاء من "حزب اليسار الكردي". انضمت لاحقًا أحزاب أخرى مثل "الاتحاد الشعبي" و"حزب الشغيلة" لتشكيل حزب الوحدة بشكله النهائي.
ترأس الحزب منذ تأسيسه وحتى وفاته عام 2010 المناضل الكردي إسماعيل عمر. بعد وفاته، تولى محيي الدين شيخ آلي قيادة الحزب بالإنابة، قبل أن يُنتخب سكرتيرًا للحزب في المؤتمر السابع الذي عُقد في عفرين عام 2013.
قبل اندلاع الحرب الأهلية السورية عام 2011، كان الحزب يتبع نهج النضال السلمي عبر تنظيم المظاهرات والاعتصامات، مما عرّض العديد من أعضائه للاعتقال والسجن من قبل حكومة البعث السورية.

## دوره بعد عام 2011
مع بداية الحرب الأهلية السورية، كان حزب يكيتي من الأعضاء المؤسسين لـالمجلس الوطني الكردي في سوريا، الذي يمثل كتلة معارضة رئيسية لـحزب الاتحاد الديمقراطي (PYD) والإدارة الذاتية التي يقودها. انضم الحزب لاحقًا إلى الائتلاف الوطني لقوى الثورة والمعارضة السورية، ممثلاً بذلك التيار الكردي الذي يسعى لتحقيق الحقوق الكردية ضمن إطار المعارضة السورية الأوسع.
يتبنى الحزب موقفًا نقديًا تجاه الإدارة الذاتية لشمال وشرق سوريا، ويرفض امتلاك أذرع عسكرية، مؤكدًا على نهجه السلمي والسياسي.

## الأيديولوجيا والأهداف
تتمحور الأيديولوجيا السياسية لحزب يكيتي حول النقاط التالية:
- القضية الكردية: النضال من أجل الحصول على اعتراف دستوري كامل بوجود وهوية الشعب الكردي في سوريا، وضمان حقوقه القومية والثقافية واللغوية.
- شكل الدولة: الدعوة إلى تحويل سوريا إلى دولة ديمقراطية، تعددية، برلمانية، لامركزية تقوم على أساس نظام فيدرالي يضمن وحدة الأراضي السورية.
- النهج السياسي: اعتماد النضال السلمي والوسائل الديمقراطية كوسيلة لتحقيق أهدافه السياسية.
- العلمانية: فصل الدين عن الدولة والسياسة لضمان المساواة بين جميع المواطنين.